# Rüdersdorf bei Berlin

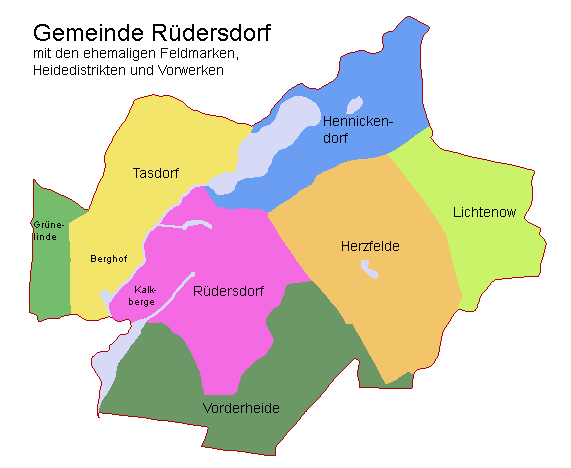
Die historischen Feldmarken der heutigen Gemeinde Rüdersdorf

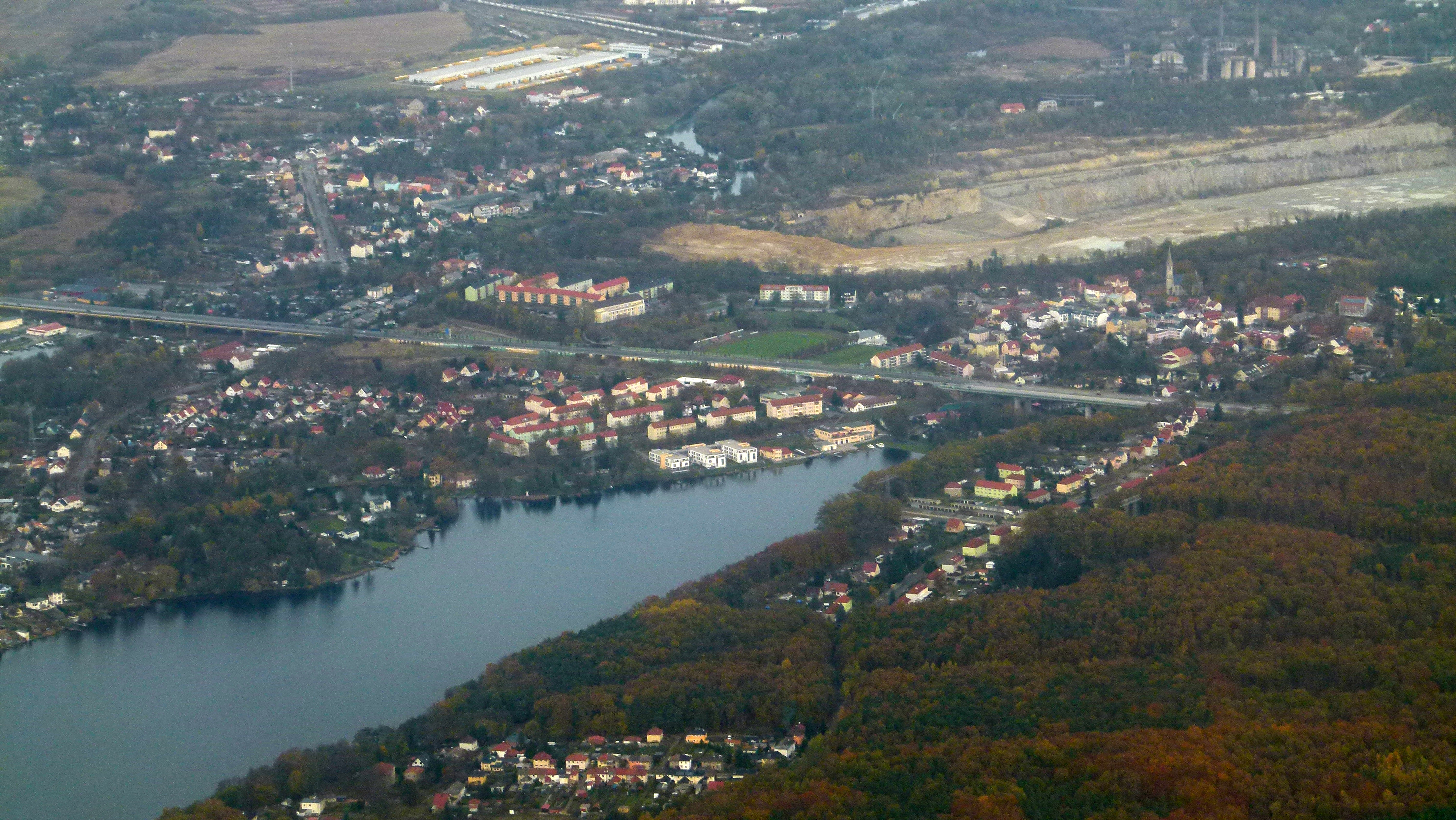
Blick auf Kalkberge

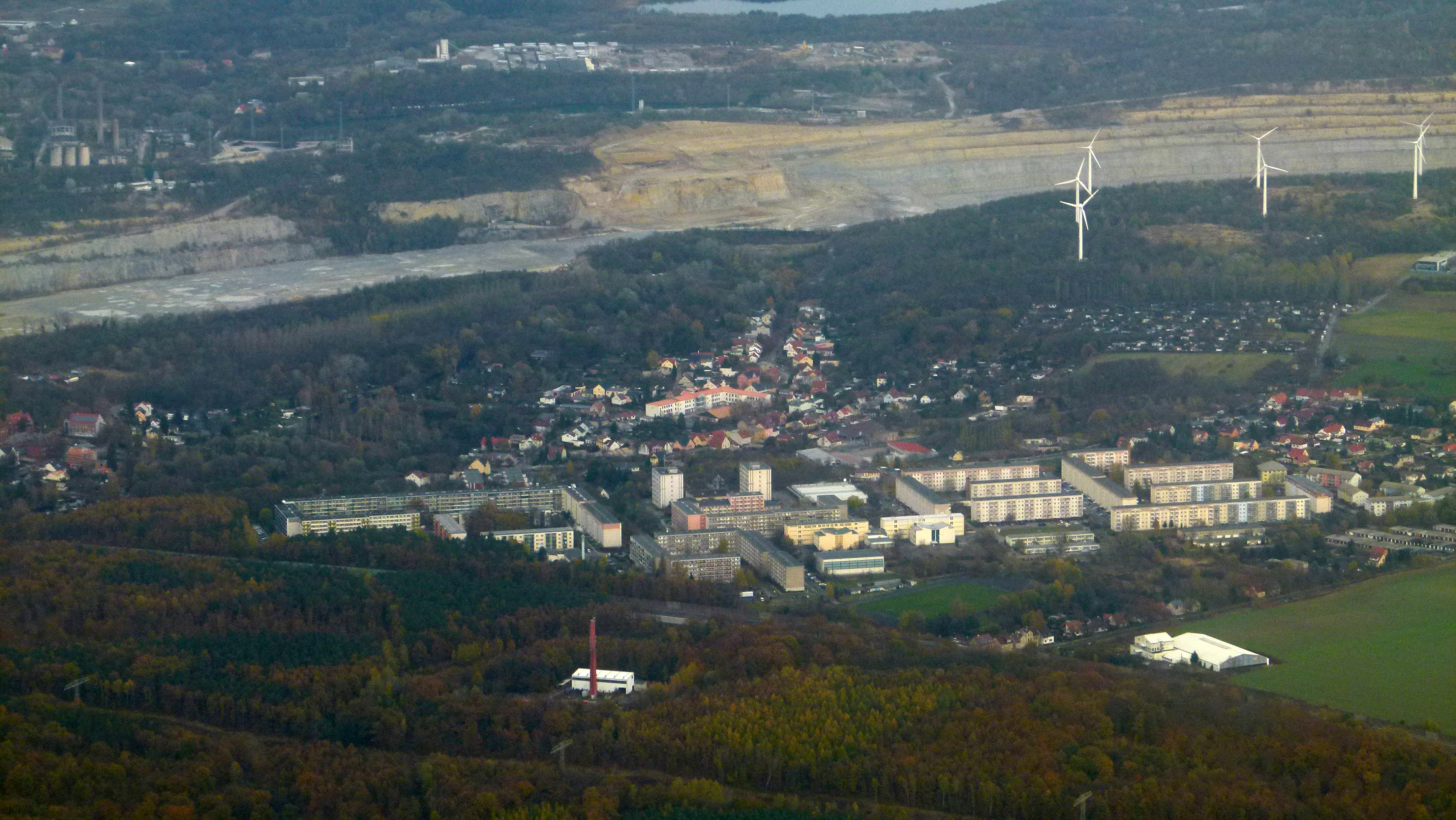
Blick auf Rüdersdorfer Grund

Rüdersdorf bei Berlin ist eine amtsfreie Gemeinde im Landkreis Märkisch-Oderland in Brandenburg (Deutschland).

## Geografie

### Lage
Rüdersdorf liegt etwa 30 Kilometer östlich des Berliner Stadtzentrums. Es grenzt im Norden an die Gemeinden Fredersdorf-Vogelsdorf, Petershagen/Eggersdorf und Strausberg, im Osten an Rehfelde, im Süden an Grünheide (Mark) und Woltersdorf sowie im Westen an Schöneiche bei Berlin (die drei letztgenannten Gemeinden liegen im Landkreis Oder-Spree).

### Geologie
Rüdersdorf ist seit alters her durch seine in der Mark Brandenburg einmalige Lagerstätte aus Kalksteinen des Muschelkalk bekannt (zu weiteren geologischen Details siehe → Kalksteinbruch Rüdersdorf).

## Gemeindegliederung
Die Gemeinde Rüdersdorf bei Berlin besteht laut Hauptsatzung aus vier Ortsteilen:
- Hennickendorf
- Herzfelde
- Lichtenow
- Rüdersdorf

Dazu kommen die Wohnplätze Alt Rüdersdorf, Alte Grund, Bergbrück, Berghof, Bergmannsglück, Franz-Künstler-Siedlung, Grünelinde, Hortwinkel, Landhof, Lichtenow Dorf, Rüdersdorfer Grund, Schulzenhöhe, Seebad Rüdersdorf und Tasdorf.

## Etymologie
Der Name Rüdersdorf ist eine Abwandlung des älteren Rudolfsdorf. Der genannte Rudolf war Abt des Klosters Zinna zum Zeitpunkt der Dorfgründung.

## Geschichte

### Barnimbesitz des Klosters Zinna
Nachdem sich die brandenburgischen Markgrafen Johann I. und Otto III. im Vertrag von Kremmen (1236) die bis dahin dem Greifen-Herzogtum Pommern unterstehende Region zwischen Spandau und der Oder angeeignet hatten, übertrugen sie 1235 ein großes Gebiet im südlichen Barnim östlich von Köpenick dem Zisterzienser-Kloster Zinna, das hier zehn Dörfer gründete, darunter Rüdersdorf.
Der Kalkabbau wurde zu einer wichtigen Einnahmequelle des bis dahin wirtschaftlich schwachen Klosters.
Bereits zum Bau des Dominikanerklosters in Strausberg 1254 wurde Rüdersdorfer Kalkstein verwendet.
Wohl noch in der ersten Hälfte des 13. Jahrhunderts entstand die spätromanische Dorfkirche aus sorgfältig gelagertem Feldsteinmauerwerk, die der älteste noch erhaltene Bau aus der Gründungszeit Rüdersdorfs ist. Der Turm ist in seiner ursprünglichen Form erhalten, Chor und Schiff wurden im 18. Jahrhundert modernisiert. Urkundlich erwähnt wurde Rüdersdorf zuerst als Roderstorp, zwischen 1308 und 1319.
Nach dem Aussterben der Askanier 1320 wurde Rüdersdorf 1402 von den Raubrittern Dietrich und Johann Quitzow überfallen und geplündert. Auch in den Hussitenkriegen wurde Rüdersdorf 1432 in Mitleidenschaft gezogen.
Während der Reformation geriet der Barnimer Besitz des Klosters Zinna zunehmend unter die Kontrolle der Brandenburger Kurfürsten. Anfang der 1540er Jahre wurde mit Hans Badendieck ein Vogt in Kagel eingesetzt, der auch vom Kurfürsten bestätigt wurde. Der Kurfürst vergab 1544 an seinen Bruder Hans von Küstrin einen Kalkbruch bei Rüdersdorf. Im Jahr 1547 wurde Nickel Spiegel als neuer Vogt von Joachim II. ernannt. Über ihn beklagten sich die Bauern von Klosterdorf, Werder und anderer Dörfer mehrfach.

### Domäne Rüdersdorf
Mit der der Säkularisation des Klosters Zinna fiel der gesamte Besitz um 1553 endgültig an den Brandenburger Landesherrn. In Rüdersdorf entstand in dieser Zeit ein Jagdschloss, von dem aus der Kurfürst oft seiner Jagdleidenschaft in den heimischen Wäldern frönte. Der ehemalige Klosterbesitz wurde 1571 mit der Gründung des Domänenamtes Rüdersdorf in die kurfürstliche Verwaltung eingeordnet. Während des Dreißigjährigen Krieges brannte das von seinen Bewohnern verlassene Dorf vollständig nieder.
Nach Bericht des Landreiters waren 1652 drei Kossäten, vier Freileute, zwei Bergarbeiter, der Bergschreiber und der Pfarrer anwesend. Um 1710 waren wieder alle neu erbauten Höfe im Dorf besetzt, 1734 wurden dort 246 Bewohner gezählt.
Auf Rüdersdorfer Grund und Boden entstand 1664 am Kesselsee eine kurfürstliche Steinbrecheransiedlung namens Alter Kalckgrundt mit zehn Hausstellen. Einige Jahre später entstand im Tal des Mühlenfließes eine weitere Steinbrecheransiedlung in der Nähe des alten Bergschreiberhauses namens „Neue Berge“. Für den Ausbau Berlins und Cöllns zur Festungsstadt lieferte Rüdersdorf große Mengen an Kalkstein. Beide Ansiedlungen bildeten den Kern des später gegründeten Bergmannsdorfes Kalkberge. König Friedrich II. ließ, um den Bergbau zu fördern, Häuser für Kolonisten mit der Verpflichtung zur Bergarbeit 1764–1765 erbauen. In Rüdersdorf entstand von 1784 bis 1785 die Kolonie Hortwinkel für invalide Soldaten des Königs. Am 12. Mai 1812 brach im Dorf ein Brand aus, der sämtliche Bauernhöfe erfasste. Eine neue Kolonie zwischen Rüdersdorf und dem Hortwinkel war um 1845 im Entstehen. Sie trug als Bergarbeitersiedlung den Namen Neue Welt. Im Jahr 1856 hatte Rüdersdorf 1224 Einwohner, davon 13 Bauernfamilien, 105 Arbeiter- und 172 Bergarbeiterfamilien.
Nachdem die ab 1860 angelegten östlichen Abschnitte der Preußischen Ostbahn von Berlin aus zunächst nur auf Umwegen über Stettin oder Frankfurt zu erreichen gewesen waren, wurde 1867 auch deren westlicher Abschnitt vom (alten) Berliner Ostbahnhof nach Küstrin eröffnet, der in nur 6 km Abstand am Rüdersdorfer Tagebau vorbeiführt. Zwei Jahre später, 1869, ging eine Stichbahn bis an den Rand der Kalkgruben in Betrieb, die bei Fredersdorf-Vogelsdorf von der Hauptstrecke abzweigt. Sie wurde nun wichtiger als der Kanaltransport.
Am Kalksee, einem natürlichen See südwestlich des Ortskerns im Verlauf des Rüdersdorfer Mühlenfließes, wurden um 1865 auf dem Grundstück einer alten Ziegelei ein Gasthaus und ein Seebad erbaut, Rüdersdorf wurde damit ein Ausflugsort der Berliner. Im Juli/August 1887 verbrachte Theodor Fontane hier seinen Urlaub.
Seit 1877 verband die Dampfschifffahrt die Rüdersdorfer Kalkberge mit Erkner an der Niederschlesisch-Märkischen Eisenbahn (Berlin–Frankfurt–Breslau). Im Jahr 1900 zählte Rüdersdorf 2996 Einwohner.
Kalkberge-Rüdersdorf wurde 108 vom Stummfilm entdeckt. Zahlreiche Filmgesellschaften nutzten die dortigen Kalksteinbrüche, den Ort und die Seen als Freiluftatelier. Damit verbunden sind bekannte Namen von Regisseuren und Filmschauspielern wie Harry Piel, Ernst Lubitsch, Joe May, Harry Liedtke, Pola Negri, Lil Dagover, Maria Carmi, Henny Porten, Hilde Sessak, Hans Albers und Emil Jannings.
Durch den Bau der Straßenbahn Schöneiche haben die Ortsteile Rüdersdorf und Kalkberge seit 1912 eine Verbindung zum Bahnhof Berlin-Friedrichshagen an der oben genannten Strecke Berlin–Frankfurt.

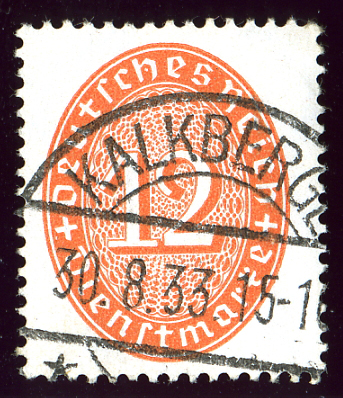
In der Gemeinde Kalkberge 1933 abgestempelte Dienstmarke

### Großgemeinde Kalkberge-Rüdersdorf
In den 1920er Jahren gab es erste Überlegungen, die eigenständigen Gemeinden Rüdersdorf, Kalkberge und Tasdorf zu vereinigen. Innerhalb der drei Gemeinden (besonders in Kalkberge und Tasdorf) gab es dagegen großen Widerstand der Gewerbetreibenden und Grundbesitzer. Am 31. März 1931 entstand die Großgemeinde Kalkberge (ab 1934 Rüdersdorf genannt) aus den Landgemeinden Kalkberge, Rüdersdorf und Tasdorf mit 10.707 Einwohnern. Sie vereinte in sich sowohl die industriellen Anlagen (Zementfabriken, Kalkwerke und Kalksteinbrüche) wie auch die ländlichen Gebiete der drei Gemeinden.
Arbeiten zum Bau der Reichsautobahn Berliner Ring begannen 1934, und 1937 wurde der östliche Ring mit den mächtigen Brückenviadukten am Talübergang Rüdersdorf eröffnet. Die Preussag errichtete von 1935 bis 1938 in der ehemaligen Kiesgrube der Kalksandsteinfabrik Michel 70 Wohnhäuser. Dort wurden 1936 50 Bergarbeiterfamilien aus der Niederlausitz angesiedelt. Die Siedlung wurde Bergmannsglück genannt.
Während des Zweiten Weltkrieges mussten mehr als 2000 Zwangsarbeiter und Kriegsgefangene aus 16 Nationen in Steinbrüchen der Preussag, im Betonwerk und im Zementwerk Zwangsarbeit verrichten. Auch sowjetische Kriegsgefangene in einem separaten Lager, die unter KZ-ähnlichen Bedingungen lebten, sowie französische und italienische Militärinternierte mussten für kriegswichtige Produktion arbeiten.
Bei Bombenangriffen und bei Kampfhandlungen im Ort starben 35 Menschen, darunter mehrere Kinder. Insgesamt fielen im Zweiten Weltkrieg 305 Soldaten aus Rüdersdorf. Am 21. April 1945 wurde Rüdersdorf der Roten Armee übergeben.
Die Rote Armee errichtete im ehemaligen Preussag-Zementwerk Rüdersdorf anschließend ein Kriegsgefangenenlager, das ab Mai 1945 mit Zaun und Wachttürmen um das Werk vervollständigt wurde. Im Lager gab es ein zweites Lager, in dem höhere NSDAP-Kader, KZ-Leiter und -personal interniert waren.  Etwa 30.000 Gefangene mussten das Zementwerk demontieren. Das Stalin-Regime ließ es als Reparation in die Sowjetunion transportieren. Mitte Juni 1945 wurden Soldaten, die unter etwa 17 Jahren waren, aussortiert und in Jugendkompanien gesammelt. Im Kriegsgefangenenlager Rüdersdorf starben nach 1945 750 Menschen.
In Rüdersdorf wurde in der Nachkriegszeit der größte baustoffproduzierende Betrieb in der DDR aufgebaut. Die sich in den folgenden Jahrzehnten ausweitende Zementproduktion ging mit erheblichen Umweltproblemen einher. Der Ort erhielt 1953 durch den Bau der Ernst-Thälmann-Schule ein neues Schulgebäude mit 16 Klassen- und Fachräumen, 1956 wurde das Kulturhaus Martin Andersen Nexö eröffnet. Von 1965 bis 1967 wurden am Kalksee neue medizinische Einrichtungen für den Ort und Kreis erbaut. Es entstand das neue Kreiskrankenhaus mit Kinderstation und Poliklinik.
Mit dem Beschluss, 1969 eine fünfte Drehrohrofenstraße im Zementwerk IV zu erbauen, wurden tiefgreifende Maßnahmen in der Struktur des Ortsteils Kalkberge notwendig. Die Teilortverlagerung im Bereich der Reden-, Garten-, Breitscheid-, Schulstraße und Straße der Jugend begann 1972. Sämtliche Grundstücke wurden geräumt, und die Bewohner zogen in die Neubauwohnungen in der Brückenstraße. Anfang der 1980er Jahre wurden die Wohnhäuser am Seilscheibenpfeiler und große Teile der Heinitzstraße geräumt und abgerissen. Der Heinitzsee – ehemals ein gefluteter Tagebau – wurde zwischen 1975 und 1976 gesümpft und für den Restabbau genutzt. Damit war nicht nur der einstige Königssee verschwunden, sondern auch die historischen Wohngebiete des Bergmannsdorfes Kalkberge.
In der Wendezeit 1989/1990 und mit der Wiedervereinigung Deutschlands waren auch Politik, Verwaltung und Wirtschaft in Rüdersdorf erheblichen Veränderungen unterworfen.
Mit der Privatisierung des Kalksteintagebaus und der Zementfabriken sowie dem Abriss zerschlissener Fabrikgebäude verbesserte sich die Umweltsituation deutlich. Die gravierenden Staubemissionen in Rüdersdorf wurden bis 1995 erheblich gesenkt.
Am 23. September 2008 erhielt die Gemeinde den von der Bundesregierung verliehenen Titel „Ort der Vielfalt“.

### Verwaltungsgeschichte
Rüdersdorf gehörte seit der Klosterauflösung 1571 direkt zum Kurfürstentum Brandenburg. Der Großteil der heutigen Gemeinde Rüdersdorf zählte vom Mittelalter an bis 1817 zum Kreis Oberbarnim. Nur Tasdorf gehörte zum Niederbarnim. Die Domäne Rüdersdorf wurde 1817 dem Kreis Niederbarnim zugeordnet. Ab 1952 gehörte das gesamte heutige Gemeindegebiet zum Kreis Fürstenwalde im DDR-Bezirk Frankfurt (Oder). Seit 1993 liegt die Gemeinde im brandenburgischen Landkreis Märkisch-Oderland. Von 1894 bis 1952 bestand das Amtsgericht Rüdersdorf.

#### Amt Rüdersdorf
Zur Verwaltung der vielen kleinen, damals noch selbstständigen Gemeinden in Brandenburg wurden 1992 Ämter gebildet. Die vier Gemeinden Hennickendorf, Herzfelde, Lichtenow und Rüdersdorf schlossen sich mit Wirkung vom 21. Juli 1992 zum Amt Rüdersdorf zusammen. Das Amt hatte seinen Sitz in der Gemeinde Rüdersdorf. Zum 26. Oktober 2003 wurden die Gemeinden Hennickendorf, Herzfelde und Lichtenow per Gesetz in die Gemeinde Rüdersdorf bei Berlin eingegliedert, das Amt Rüdersdorf aufgelöst und die Gemeinde Rüdersdorf bei Berlin amtsfrei.

#### Eingemeindungen
Im Jahre 1931 wurden die Dörfer Rüdersdorf, Tasdorf (mit Berghof, Schulzenhöhe und Grünelinde) und Kalkberge zur Gemeinde Kalkberge zusammengeschlossen. Die Umbenennung in Rüdersdorf bei Berlin erfolgte 1934. Seit Oktober dem 26. Oktober 2003 sind Hennickendorf, Herzfelde und Lichtenow aufgrund der Gemeindegebietsreform Ortsteile Rüdersdorfs.

## Bevölkerungsentwicklung
| Jahr | Einwohner |
| ---- | --------- |
| 1875 | 02 518    |
| 1890 | 02 363    |
| 1910 | 03 301    |
| 1925 | 03 160    |
| 1933 | 10 515    |
| 1939 | 11 507    |

| Jahr | Einwohner |
| ---- | --------- |
| 1946 | 10 824    |
| 1950 | 11 218    |
| 1964 | 11 749    |
| 1971 | 11 164    |
| 1981 | 11 383    |
| 1985 | 11 992    |

| Jahr | Einwohner |
| ---- | --------- |
| 1990 | 11 818    |
| 1995 | 10 856    |
| 2000 | 10 643    |
| 2005 | 15 880    |
| 2010 | 15 316    |
| 2015 | 15 313    |

| Jahr | Einwohner |
| ---- | --------- |
| 2020 | 16 025    |
| 2021 | 15 888    |
| 2022 | 15 496    |
| 2023 | 15 765    |
| 2024 | 15 889    |

Gebietsstand des jeweiligen Jahres, Einwohnerzahl: Stand 31. Dezember (ab 1991), ab 2011 auf Basis des Zensus 2011, ab 2022 auf Basis des Zensus 2022

## Politik

### Gemeindevertretung
Die Gemeindevertretung von Rüdersdorf besteht aus 28 Gemeindevertretern und der hauptamtlichen Bürgermeisterin. Die Kommunalwahl am 9. Juni 2024 führte bei einer Wahlbeteiligung von 58,6 % zu folgendem Ergebnis:
| Partei / Wählergruppe                                             | Stimmenanteil 2019 | Sitze 2019 |        | Stimmenanteil 2024 | Sitze 2024 |
| ----------------------------------------------------------------- | ------------------ | ---------- | ------ | ------------------ | ---------- |
| AfD                                                               | 15,0 %             | 4          | 28,9 % | 8                  |            |
| SPD                                                               | 18,4 %             | 5          | 15,0 % | 4                  |            |
| CDU                                                               | 12,8 %             | 4          | 14,6 % | 4                  |            |
| Bündnis Rüdersdorf                                                | –                  | –          | 14,1 % | 4                  |            |
| Freie Vertreter Gewerbe / Herzfelder Wählergemeinschaft (FVG/HWg) | –                  | –          | 12,3 % | 3                  |            |
| Unabhängiger Bürger Bund (UBB)                                    | 08,7 %             | 2          | 06,3 % | 2                  |            |
| Die Linke                                                         | 16,8 %             | 5          | 05,5 % | 2                  |            |
| Bürger der Ortsteile                                              | 03,1 %             | 1          | 01,7 % | –                  |            |
| FDP                                                               | 02,0 %             | 1          | 01,6 % | –                  |            |
| Freie Vertreter Gewerbe                                           | 08,7 %             | 2          | –      | –                  |            |
| Bündnis 90/Die Grünen                                             | 06,5 %             | 2          | –      | –                  |            |
| Herzfelder Wählergemeinschaft                                     | 05,3 %             | 1          | –      | –                  |            |
| Einzelbewerber Jörg Lehmann                                       | 02,7 %             | 1          | –      | –                  |            |
| Insgesamt                                                         | 100 %              | 28         | 100 %  | 28                 |            |

### Bürgermeister
- 2003–2019: André Schaller (CDU)[16]
- seit 2019: Sabine Löser

Löser wurde in der Bürgermeisterwahl am 1. September 2019 mit 81,4 % der gültigen Stimmen gewählt. Ihre Amtszeit beträgt acht Jahre.

### Wappen
| Wappen von Rüdersdorf bei Berlin | Blasonierung: „In Gold eine bewurzelte grüne Linde, begleitet von zwei roten Schilden, darin vorn gekreuzte silberne Schlägel und Hammer, hinten eine beblätterte silberne Rübe.“ |
| Wappen von Rüdersdorf bei Berlin | Wappenbegründung: Die Linde weist auf die historische Dominanz dieses Baumes hin. Die beiden Schilde deuten auf den im 13. Jahrhundert durch das Zisterzienserkloster Zinna begonnenen und noch heute die Wirtschaftssituation des Ortes bestimmenden Kalksteinabbau einerseits und die landwirtschaftliche Produktion andererseits. Das Wappen wurde am 18. August 1995 durch das Ministerium des Innern genehmigt. |

### Flagge
„Die Flagge ist Rot – Weiß – Rot (1:2:1) gestreift und mittig mit dem Gemeindewappen belegt.“

### Dienstsiegel
Das Dienstsiegel zeigt das Wappen der Gemeinde mit der Umschrift GEMEINDE RÜDERSDORF BEI BERLIN • LANDKREIS MÄRKISCH-ODERLAND.

### Gemeindepartnerschaften
Städtepartnerschaften
- Pierrefitte-sur-Seine (Frankreich), seit 1966
- Hemmoor (Niedersachsen), seit 1991
- Schwegenheim (Rheinland-Pfalz), seit 1991 mit dem Ortsteil Herzfelde
- Neuburg am Rhein (Rheinland-Pfalz), seit 1992 mit dem Ortsteil Hennickendorf
- Santok (Polen), seit 2021

Städtefreundschaften
- Popielów (Polen), seit 1997
- Lomma (Schweden), seit 2007

Die von den heutigen Ortsteilen gegründeten eigenen Partnerschaften wurden von der Gemeinde Rüdersdorf übernommen und fortgeführt.

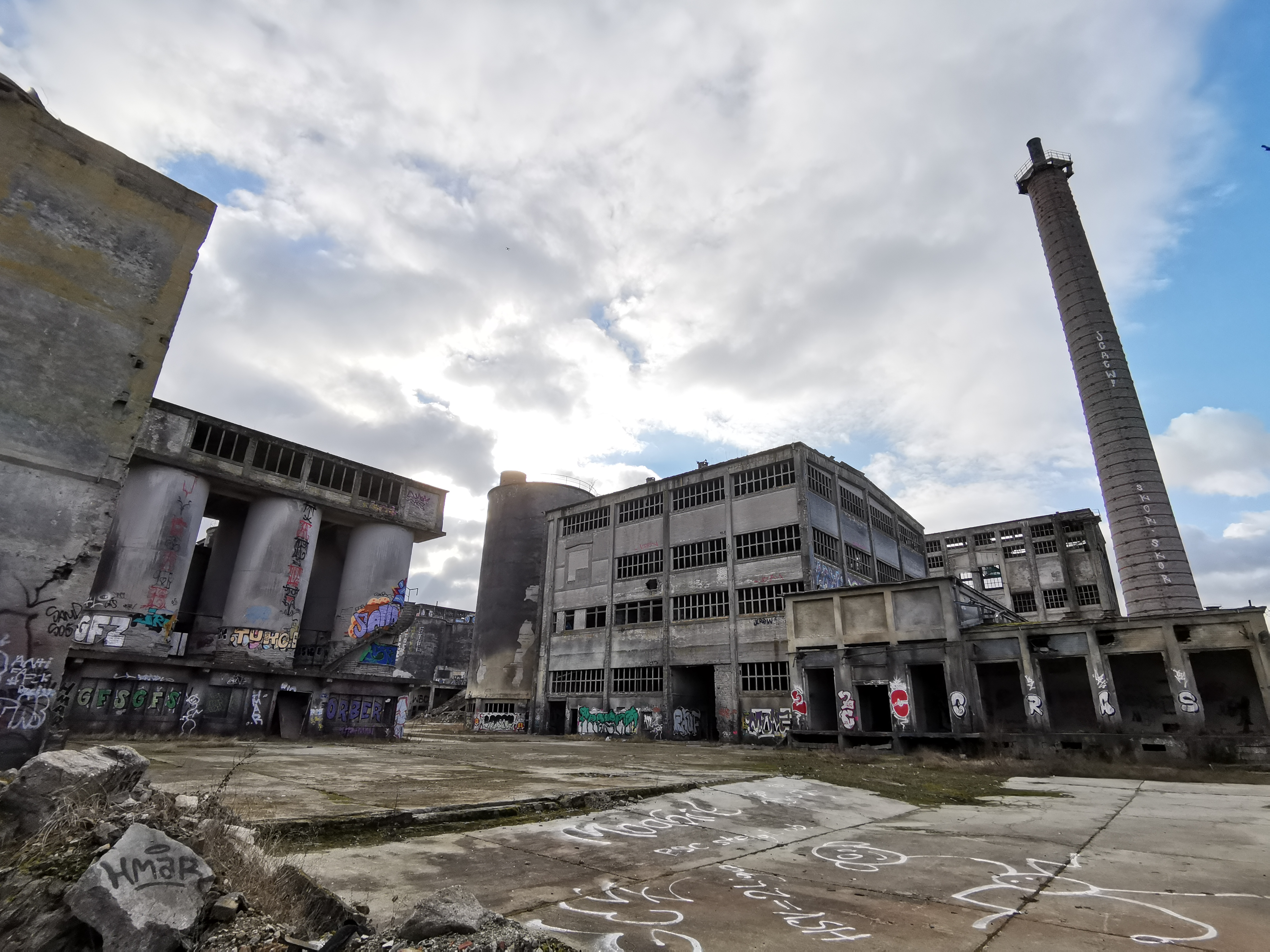
Ruinen des ehemaligen Chemiewerks Rüdersdorf, 2021

## Sehenswürdigkeiten und Kultur

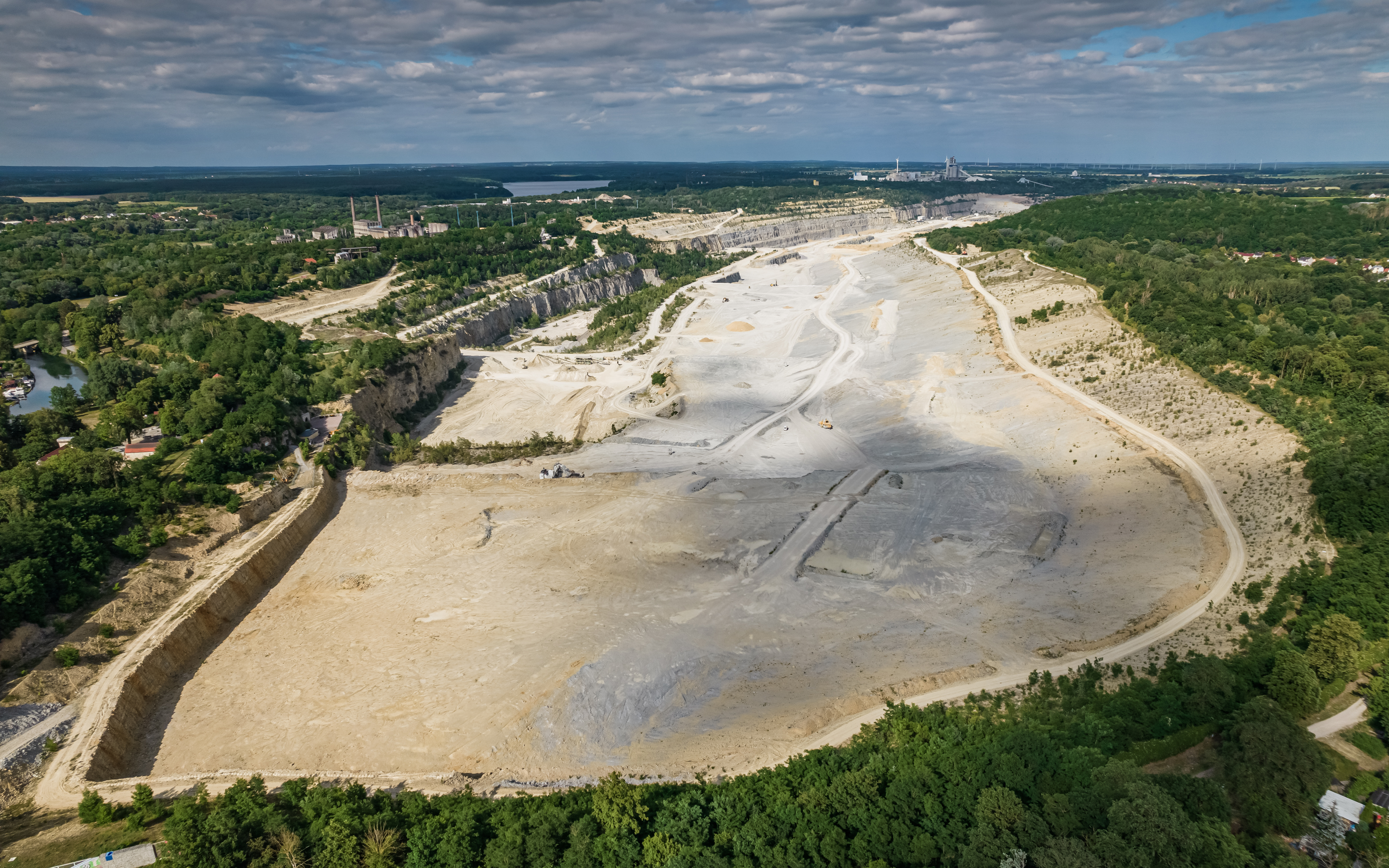
Luftbild des Rüdersdorfer Steinbruchs

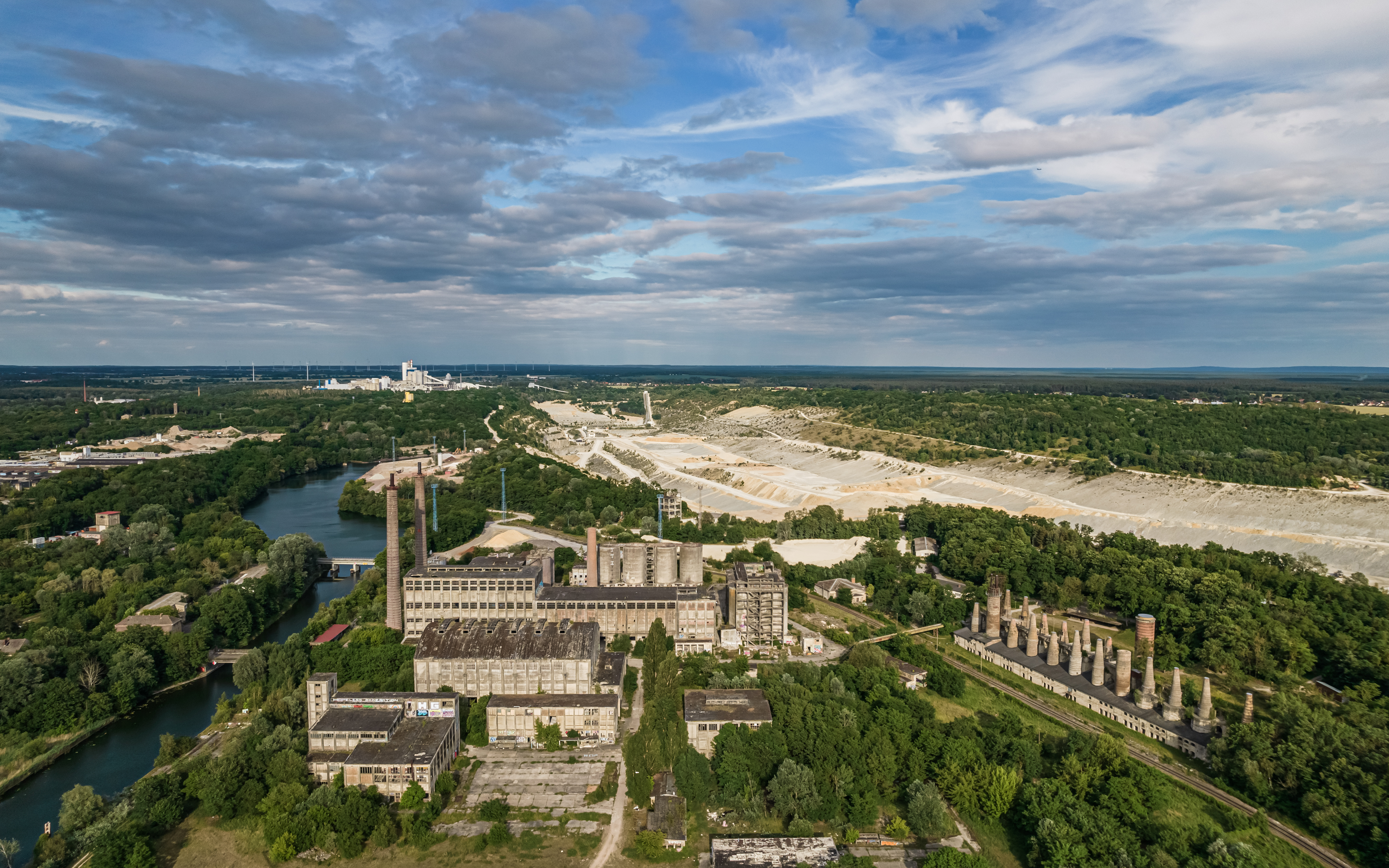
Luftbild des Steinbruchs und der Ruinen des Chemiewerks, rechts Schachtofenbatterie im Museumspark

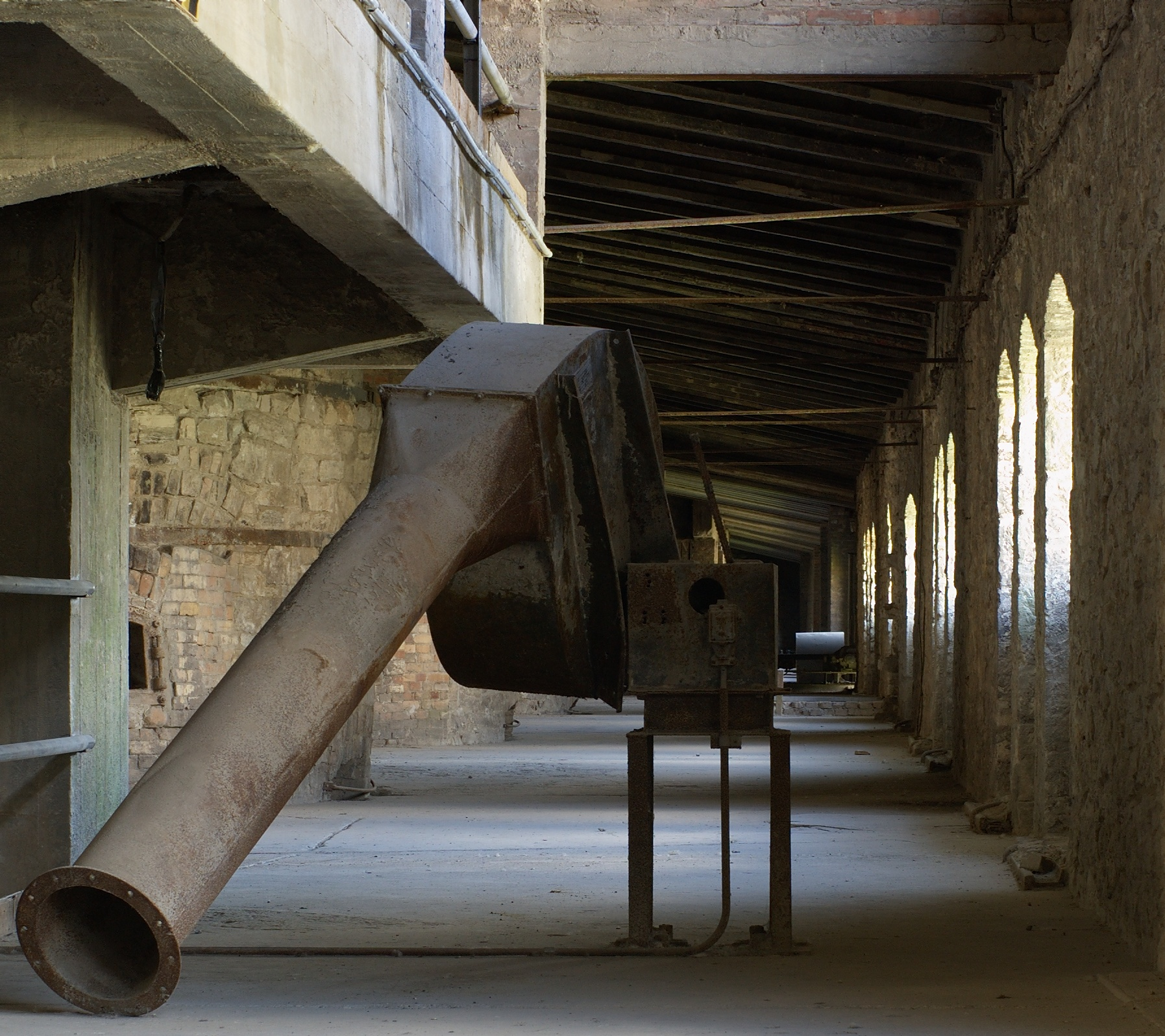
Schachtofenbatterie, Museumspark Rüdersdorf bei Berlin.

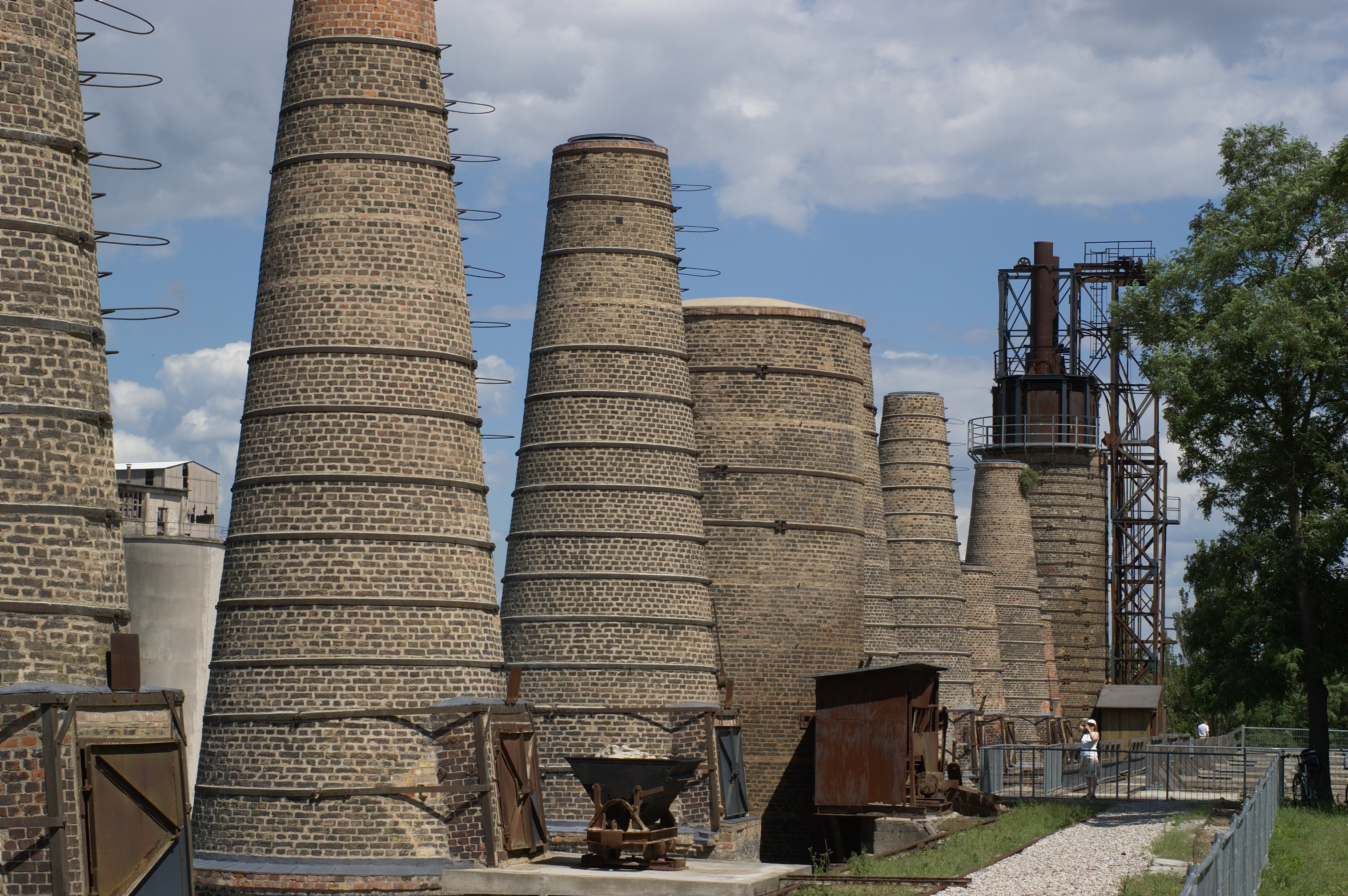
Schachtofenbatterie, Museumspark Rüdersdorf bei Berlin.

### Bauwerke

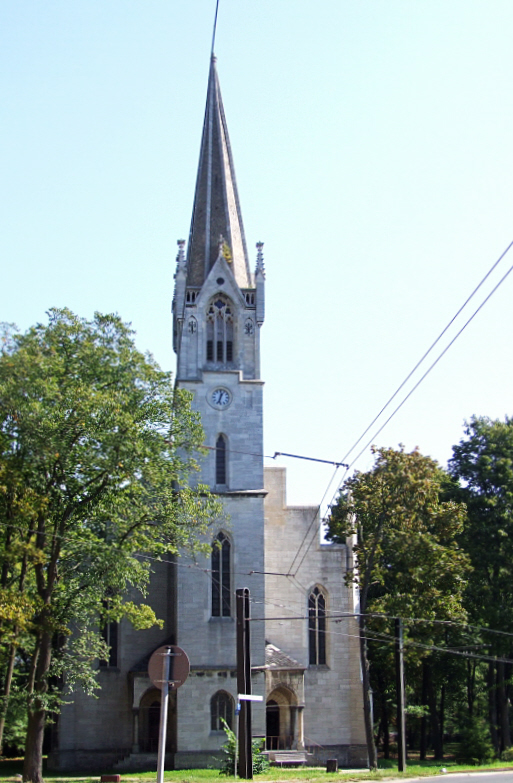
Evangelische Dorfkirche im Ortsteil Kalkberge

In der Liste der Baudenkmale in Rüdersdorf bei Berlin stehen die in der Denkmalliste des Landes Brandenburg eingetragenen Baudenkmale.
- Kulturhaus „Martin Andersen Nexö“ Rüdersdorf, erbaut 1954–1956 durch Emil Leibold im neuklassizistischen Stil.[22]
- Evangelische Kirche in Kalkberge, 1869–1873 im neugotischen Stil nach Entwurf von Friedrich August Stüler errichtet. Die Ausstattung aus der Erbauungszeit ist fast komplett erhalten.
- Die Hoffnungskirche wurde im Kern im 13. Jahrhundert aus sorgfältig behauenen Feldsteinen errichtet; 1718 und 1790 erweiterte und überformte die Kirchengemeinde den Sakralbau nach Osten.
- Katholische Kirche Heilige Familie (anfangs Katholische Kirche Kalkberge genannt), wurde 1905 im neuromanischen Stil erbaut.

Erst 1965 wurde die ursprüngliche Kirchenausstattung komplett erneuert. Nach der Wende, konnte das Bauwerk 2005 saniert werden. Das ursprüngliche Geläut aus zwei Gussstahlglocken, hergestellt im Bochumer Verein, wurde 2014 durch neu gegossene Glocken ersetzt.
- Museumspark Rüdersdorf (Kalkstein-Tagebau)
  - Kanalportale im Industriemuseum Rüdersdorf
  - Rumfordofen I
  - Rumfordofen II (Bohlenbinderhaus)
  - Seilscheibenpfeiler
  - Schachtofenbatterie
  - Vom Gelände des Museumsparks nicht zugänglich, aber dennoch mit der historischen Nutzung verbunden, ist das ehemalige Chemiewerk Rüdersdorf.[24] Der Großteil der heute vorhandenen Bausubstanz stammt aus der Zeit zwischen 1940 und 1942.[25]
- Das 1995 fertiggestellte Ofengebäude des Zementwerks ist mit einer Höhe von 121,15 Metern das höchste Gebäude im Ort[26]

### Geschichtsdenkmale
- Denkmal für sieben ermordete Gegner des NS-Regimes auf dem Friedhof Kalkberge an der Straße der Jugend, errichtet von der Partnerstadt Pierrefitte

### Naturdenkmale

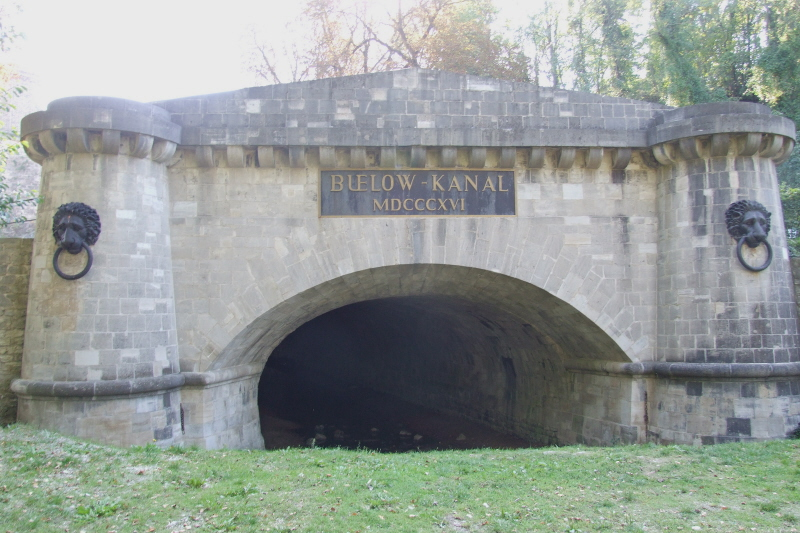
Tunnelmund des Bülowkanals

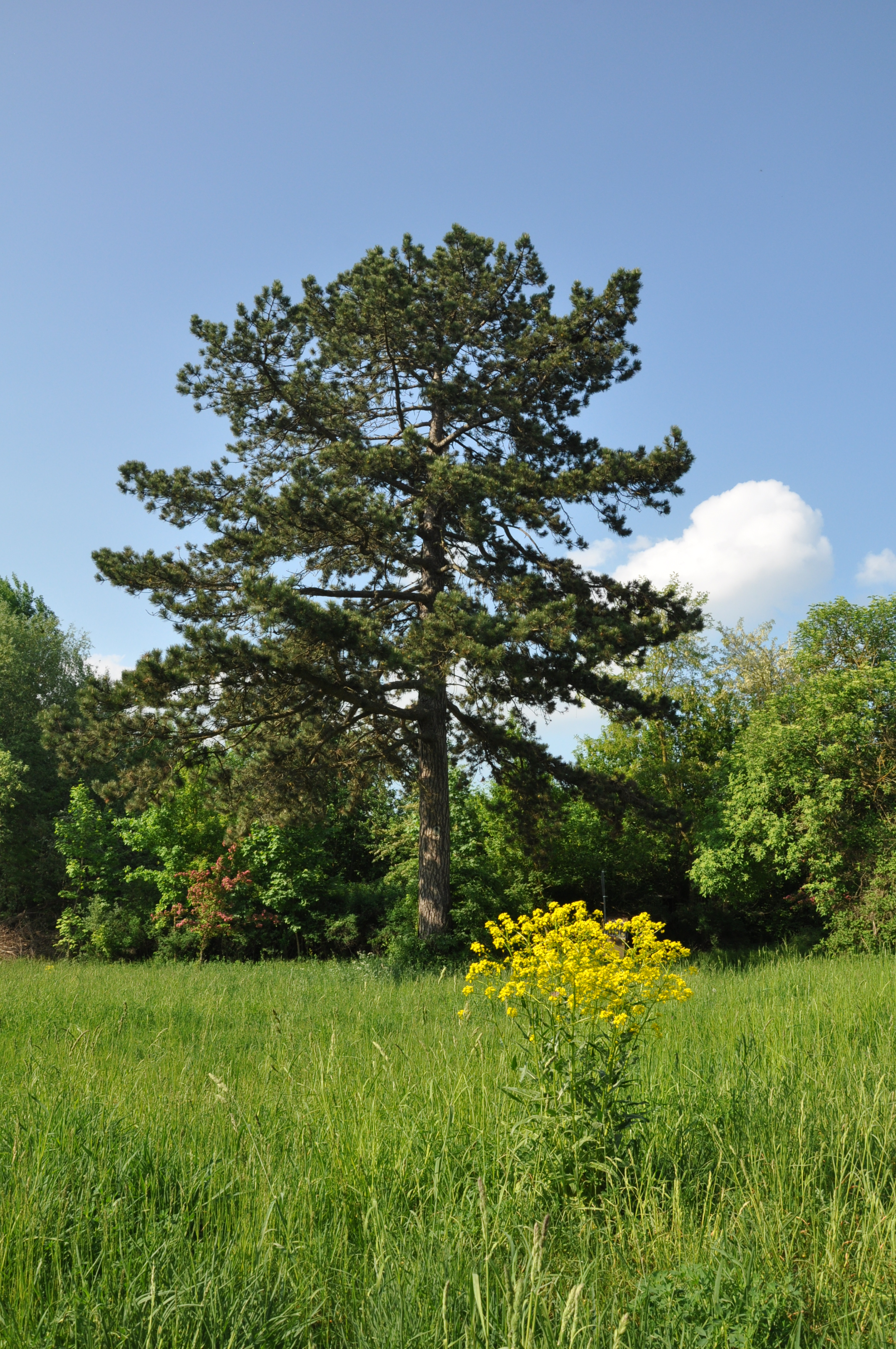
Naturdenkmal Nr. 31: Schwarzkiefer am Kesselsee in Rüdersdorf bei Berlin

- Schwarzkiefer (ND-Nr. 31) am Platz vor dem Kesselsee (landschaftsbildprägender Solitärbaum)
- Seenkette: Kalksee, Hohler See, Großer Stienitzsee, Kleiner Stienitzsee, Kriensee, Kesselsee
- Flüsse/Kanäle: Mühlenfließ (Stienitzsee-Hohler See), Langerhanskanal (Kriensee-Mühlenfließ), Stolpkanal (Hohler See-Kalksee), Kalkgraben (Kesselsee-Kalksee), Bülowkanal
- Karpfenteich (Museumspark)

### Regelmäßige Veranstaltungen
- Rüdersdorfer Bergfest (erstes Juli-Wochenende eines jeden Jahres)
- Rüdersdorfer Wasserfest
- Operettensommer Rüdersdorf
- Walpurgisnacht im Museumspark Rüdersdorf
- Rüdersdorfer Frühjahrsregatta
- Rüdersdorfer Städtepartnerschaftsturnier (Schach)
- Rüdersdorfer Karneval im Kulturhaus

### Religionen
In Rüdersdorf bestehen Gemeindeeinrichtungen der evangelischen, der katholischen und der neuapostolischen Kirche.

## Wirtschaft und Infrastruktur

### Ansässige Unternehmen

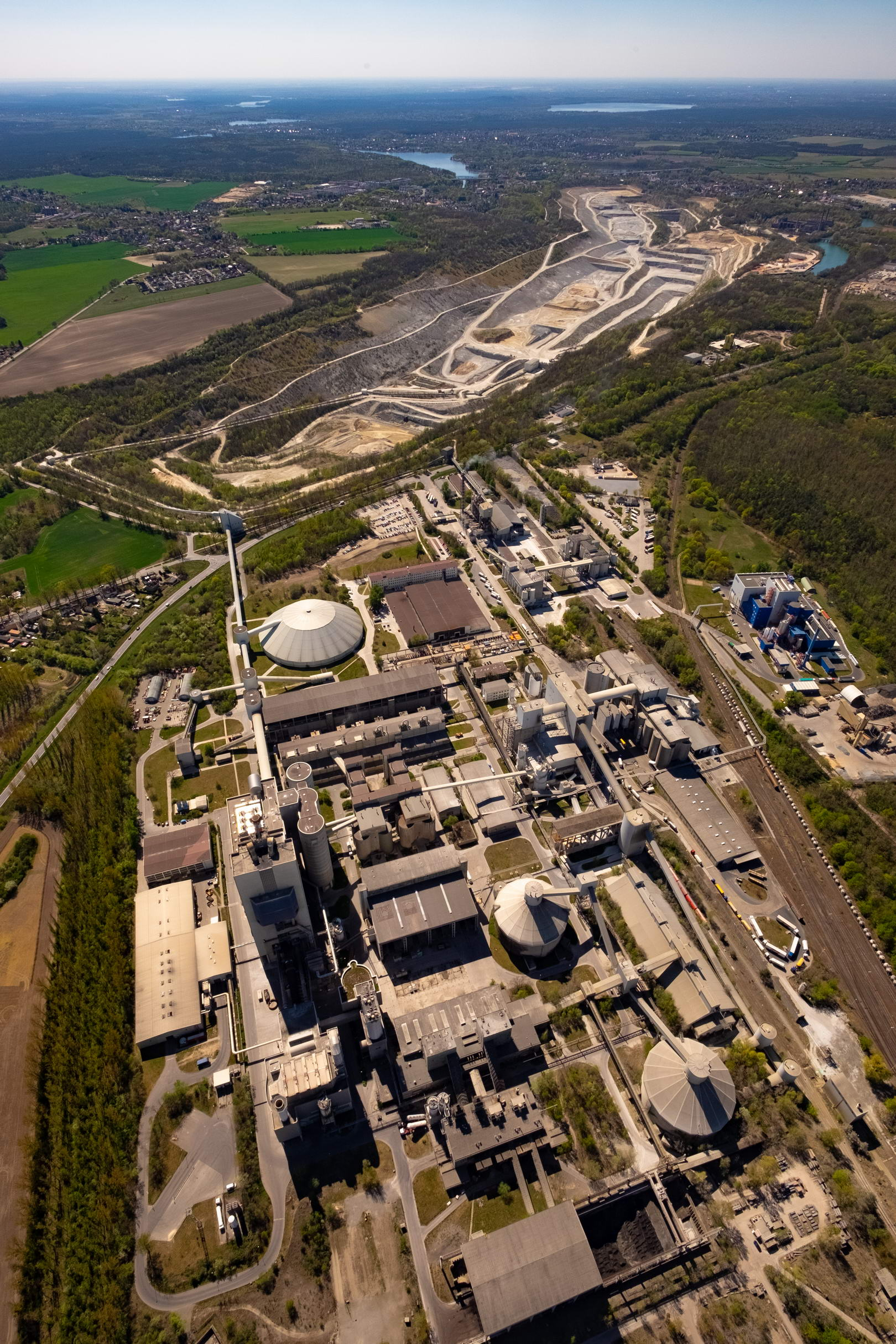
Kalksteinwerk und Steinbruch

- CEMEX OstZement GmbH (Abbau und Förderung von Kalkstein und Verarbeitung zu Zement). In Rüdersdorf wird seit über 750 Jahren Kalkstein abgebaut.[28]
- Die Deutsche-Post-Tochter DHL betreibt in der Ernst-Thälmann-Straße mit über 450 Mitarbeitern ein 40.000 m² großes Paketzentrum, welches ca. 350.000 Pakete täglich bearbeitet. Es ist für 65 % des Berliner Raums und angrenzende brandenburgische Landkreise zuständig.[29]
- Berolina Metallspritztechnik Wesnigk GmbH (Oberflächenbeschichtungen mit Metallen, Karbiden und Keramiken, Verschleißschutz)

### Verkehr

#### Straßenverkehr
Die Gemeinde Rüdersdorf liegt an der Bundesstraße B 1 / 5 zwischen Berlin und Müncheberg sowie an der Landesstraße L 30 zwischen Altlandsberg und Erkner. Die Bundesautobahn 10 (östlicher Berliner Ring) mit der Anschlussstelle Rüdersdorf verläuft durch das Gemeindegebiet.

#### Öffentlicher Personennahverkehr
Der öffentliche Personennahverkehr wird unter anderem durch den PlusBus des Verkehrsverbund Berlin-Brandenburg erbracht. Folgende Verbindung führt, betrieben von der Märkisch-Oderland Bus, durch Rüdersdorf:
- Linie 950: S-Bahnhof Erkner ↔ Woltersdorf ↔ Rüdersdorf ↔ S-Bahnhof Strausberg

Weitere brandenburgische Linien fahren in der Gemeinde:
- Schöneicher-Rüdersdorfer Straßenbahn:
  - Tram 88 S-Bahnhof Berlin-Friedrichshagen ↔ Schöneiche ↔ Alt-Rüdersdorf
- Märkisch-Oderland Bus:
  - Bus 934 Strausberg, Landhausstraße ↔ Hoppegarten Wendeschleife
  - Bus 936 Herzfelde Kirche ↔ S Strausberg
  - Bus 951 S-Bahnhof Fredersdorf ↔ Rüdersdorf, Krankenhaus
- Busverkehr Oder-Spree:
  - Bus 418 Rüdersdorf, Brückenstraße – Rüdersdorf, Krankenhaus ↔ Erkner, Jägerstraße – Erkner, OT Hohenbinde
  - Bus 429 Herzfelde, Kirche ↔ S-Bahnhof Erkner

#### Bahnverkehr

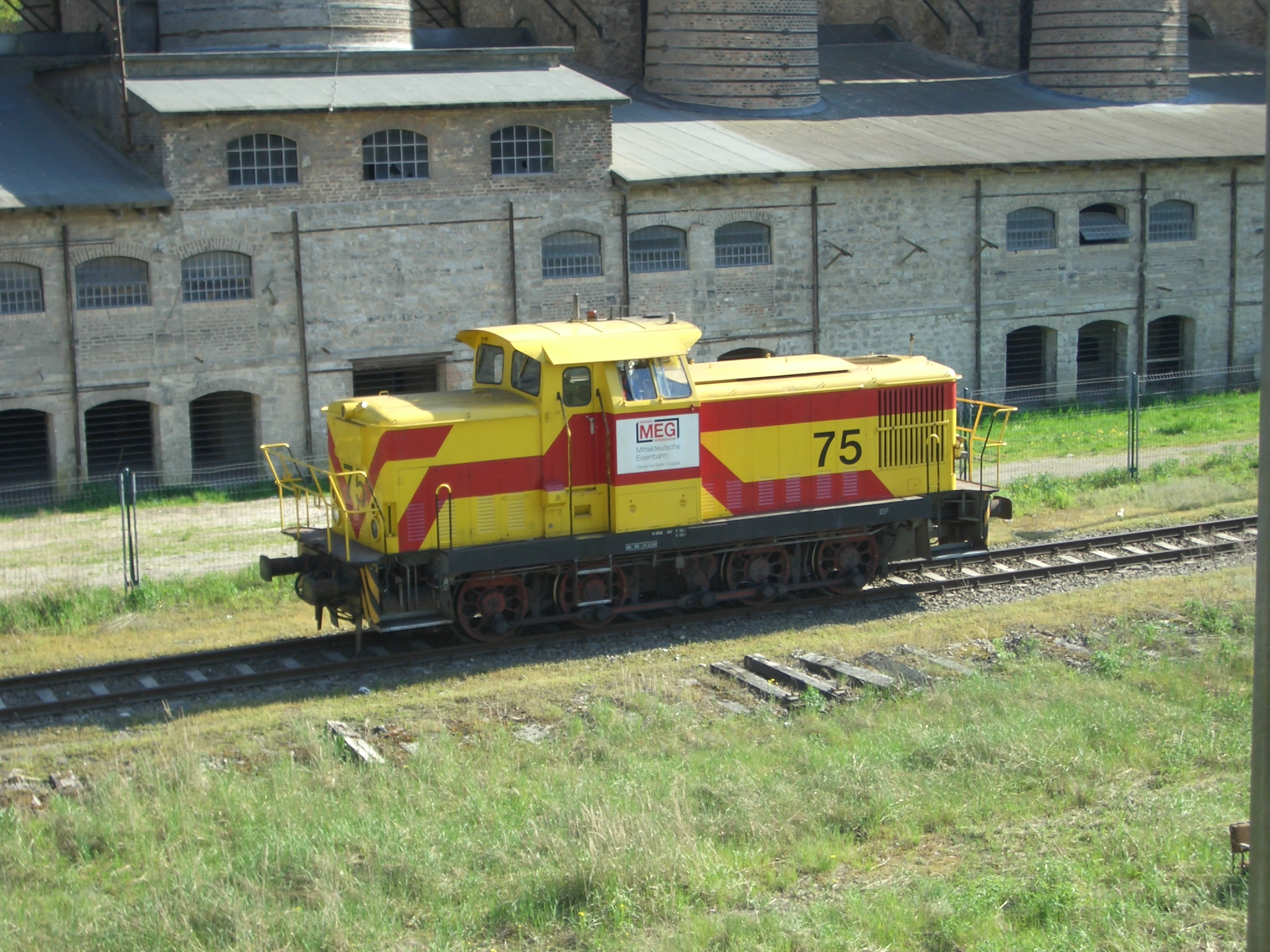
Baureihe 345 der MEG in Rüdersdorf (b Berlin)

Die Bahnstrecke Fredersdorf–Rüdersdorf wurde 1879 eröffnet. Der Personenverkehr wurde 1965 eingestellt, seitdem wird sie nur noch für den Güterverkehr genutzt.

### Bildung
In Rüdersdorf existieren drei Schulen:
- Grund- und Oberschule Rüdersdorf
- Grundschule am Stienitzsee im Ortsteil Hennickendorf
- Friedrich-Anton-von-Heinitz-Gymnasium (in Trägerschaft des Landkreises)

### Gesundheitswesen
Im Ort gibt es die Immanuel-Klinik Rüdersdorf (ehemals Evangelisch-Freikirchliches Krankenhaus Rüdersdorf). Der Bau eines Krankenhauses war im Januar 1907 von einem Zweckverband der Gemeinden Rüdersdorf, Kalkberge, Tasdorf, Herzfelde, Woltersdorf und Hennickendorf beschlossen worden, am 12. November 1909 wurde es eröffnet. Ab 1945 war es bis zur Übernahme durch kirchliche Träger nach der politischen Wende 1989/90 Kreiskrankenhaus. In Waldlage in der Nähe des Kalksees wurde 1962 mit einem Krankenhausneubau mit angeschlossenem Ambulatorium begonnen, der am 27. Oktober 1967 übergeben wurde und zu einer merklichen Verbesserung der Versorgung im Gebiet Fürstenwalde/Strausberg sorgte. Die Krankenhaus und Poliklinik Rüdersdorf GmbH wurde 1991 als Tochtergesellschaft der Immanuel-Krankenhaus GmbH gegründet. In unmittelbarer Nachbarschaft kam 1995 die Reha-Klinik Klinik am See hinzu und 2009 wurde ein Neubau der Immanuel Klinik Rüdersdorf eröffnet, der das im März/Mai 2010 abgerissene Krankenhaus aus DDR-Zeiten ersetzt hat. Ungewiss ist die Zukunft der an das alte Krankenhaus angeschlossenen Poliklinik, die allerdings beim Abriss des Krankenhauses stehenblieb.
Durch die Krankenhäuser, die ein recht großes Einzugsgebiet mit mehreren Senioren- und Pflegeheimen haben, ist Rüdersdorf Sterbeort bekannter Persönlichkeiten wie Harald Juhnke oder Klaus-Jürgen Wussow.

## Persönlichkeiten

### Söhne und Töchter der Gemeinde
Seit seiner Eröffnung im Jahr 1967 erfolgt ein Großteil der Geburten der Region im Rüdersdorfer Krankenhaus, auch von Bewohnern anderer Orte der Umgebung, die sonst keinen Bezug zum Ort haben,
- Wilhelm Kreyher (1806–1855), Architekt
- Otto Leßmann (1844–1918), Komponist
- Alexander Niedner (1862–1930), Jurist und Senatspräsident am Reichsgericht
- Karl Pfeffer-Wildenbruch (1888–1971), SS-Obergruppenführer und General der Waffen-SS
- Hugo Otto Schulze (1905–nach 1977), Kameramann
- Lucie Hein (1910–1965), Politikerin (SED), Oberbürgermeisterin von Frankfurt (Oder)
- Günter Kupetz (1925–2018), Industriedesigner
- Michael Braun (1930–2014), Regisseur und Drehbuchautor
- Siegfried Linke (1934–1983), Gebrauchsgrafiker und Illustrator
- Christoph Ehbets (1935–1992), Grafiker
- Hans-Ulrich Klose (1935–2022), Politiker (CDU)
- Gunther Schmidt (* 1939), Mathematiker und Informatiker
- Dirk Ippen (* 1940), Zeitungsverleger
- Gerhard Schneider (1942–2019), Politiker (SPD)
- Karla Woisnitza (* 1952), Grafikerin und Malerin
- Tino Eisbrenner (* 1962), Musiker
- Andreas Thom (* 1965), Fußballspieler
- Dirk Heinrichs (* 1968), Fußballtorwart
- Karsten Krampitz (* 1969), Schriftsteller
- Albrecht Winter (* 1970), Violinist und Orchesterleiter
- Eliyah Havemann (* 1975), deutsch-israelischer IT-Experte, Autor und Publizist
- Jan Liedtke (* 1977), Autor und Filmproduzent
- Nicole Freytag (* 1980), Schlagersängerin
- Tobias Schenke (* 1981), Schauspieler
- Anne Wizorek (* 1981), Netzfeministin
- Maxie Renner (* 1985), Sängerin
- Jane Gerisch (* 1986), Bahnradsportlerin
- Erik Pardeik (* 1990), Politiker (AfD)

### Mit Rüdersdorf verbundene Persönlichkeiten
- Albrecht Philipp Thaer (1794–1863), Agronom, 1841 Gründung des Gutes Rüdersdorf mit 2000 Morgen Land in Rüdersdorf, Herzfelde und Hennickendorf
- Johanna Elberskirchen (1864–1943), feministische Schriftstellerin, Sexualreformerin
- Harald Juhnke (1929–2005), deutscher Schauspieler, Synchronsprecher, Entertainer und Sänger verstarb im Krankenhaus Rüdersdorf